# Pandarus spinaciiacanthiae
Pandarus spinaciiacanthiae är en kräftdjursart. Pandarus spinaciiacanthiae ingår i släktet Pandarus och familjen Pandaridae. Inga underarter finns listade i Catalogue of Life.